# Marius Hahn
Marius Hahn (* 11. September 1971 in Limburg an der Lahn) ist ein deutscher Politiker (SPD) und seit 2015 Bürgermeister von Limburg.

## Leben und Wirken
Hahn besuchte in Limburg die Tilemannschule, welche er 1991 mit dem Abitur abschloss. Anschließend leistete er seinen Wehrdienst von 1991 bis 1992 in der Stabskompanie 5. Panzerdivision der Bundeswehr in der Nachbarstadt Diez ab. Von 1992 bis 1997 besuchte er die Justus-Liebig-Universität Gießen und schloss das Jurastudium mit dem Ersten Staatsexamen ab. Ab 1999 studierte er an der Deutschen Hochschule für Verwaltungswissenschaften in Speyer. Im Jahre 2004 wurde er an der Universität Gießen promoviert.
Von 1997 bis 2015 war Hahn in verschiedenen Behörden tätig. Von 2006 bis 2015 war er Stadtverordneter der Stadt Limburg. Am 14. Juni 2015 wurde er zum Bürgermeister der Kreisstadt Limburg an der Lahn gewählt und trat das Amt am 2. Dezember 2015 an.
Am 28. März 2021 wurde er mit 53,93 % der Stimmen in der Stichwahl für eine zweite Amtszeit bestätigt.
Marius Hahn ist verheiratet und hat zwei Kinder.